# Hietasaari (ö i Södra Savolax, Nyslott, lat 61,79, long 28,61)
Hietasaari är en ö i Finland. Den ligger i sjön Pihlajavesi och i kommunen Nyslott i  landskapet Södra Savolax, i den sydöstra delen av landet, 260 km nordost om huvudstaden Helsingfors. Öns area är 29,3 hektar och dess största längd är 1,2 kilometer i nord-sydlig riktning.